# Leonhard Bobinger
Leonhard Bobinger (* 19. Dezember 1876 in Langenreichen; † 22. November 1962 in Ursberg) war ein deutscher römisch-katholischer Geistlicher.

## Werdegang
Bobinger war der Sohn eines Landwirtes. Am 20. Juli 1901 wurde er zum Priester geweiht. Er war 15 Jahre lang Benefiziat in Schönebach und 30 Jahre lang Pfarrer in Aichen. Am 1. Oktober 1929 gründete er den Verband Mittelschwäbischer Kraftfahrzeuglinien, der zwischen Krumbach, Thannhausen und Dinkelscherben erste Fahrten im Personentransport durchführte.
Ab 1947 lebte Bobinger in Ursberg, wo er 1962 starb.

## Ehrungen
- 1953: Verdienstkreuz (Steckkreuz) der Bundesrepublik Deutschland
- Ehrenbürgerschaft von Aichen
- Ernennung zum Geistlichen Rat[2]

## Schriften
- Die Altersversorgung der Haushälterinnen des katholischen Klerus. Verlag Winfried-Werk, Augsburg 1952
- Sorge für Deine alten Tage. Verlag Winfried-Werk, Augsburg 1952